# Planta d'interior
Una planta d'interior són les plantes cultivades en testos o en jardineres, destinades a l'ornamentació dels domicilis, dels locals de les oficines, d'empreses, sales d'exposicions, etc. Es tracta de plantes que pertanyen a famílies botàniques molt diverses, recollides al llarg dels temps pel seu interès decoratiu, per la capacitat d'adaptació a un medi particular, sovint amb llum insuficient, de vegades amb sobrecalefacció i deshidratat, i pel seu cultiu i manteniment fàcils. També són plantes que purifiquen l'aire i tenen un efecte psicològic favorable. Les plantes utilitzades amb aquesta finalitat són pràcticament sempre d'origen tropical o subtropical.

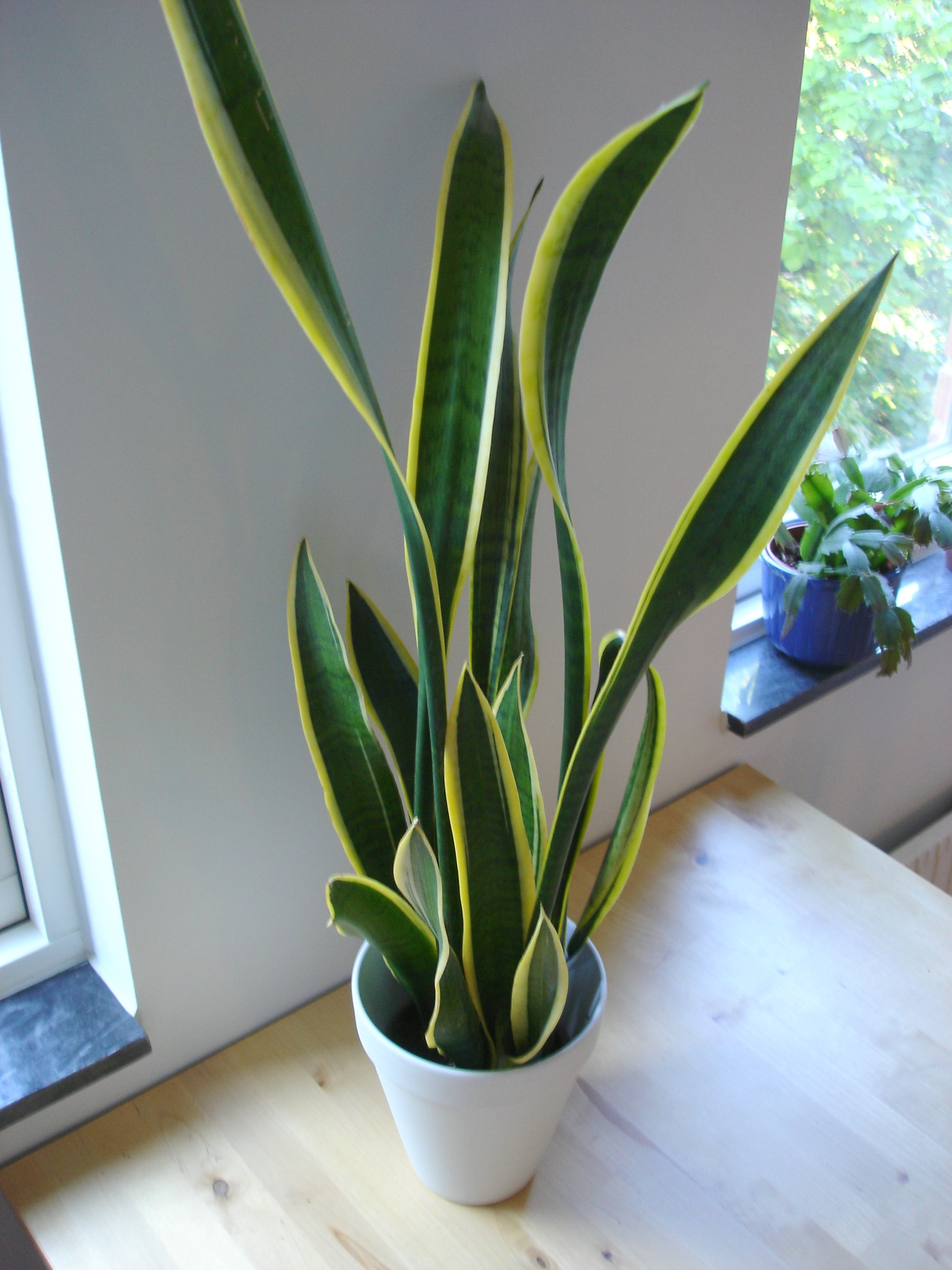
Cultivar variegat de Sansevieria trifasciata (dit 'Laurentii'), una planta d'interior comuna

## Requeriments d'aquestes plantes
Els principals factors que s'han de considerar per tenir cura de les plantes d'interior són la humitat, la llum, la mescla del substrat, els fertilitzants i la temperatura. També s'ha de tenir en compte les plagues animals i les malalties parasitàries.

### Humectació

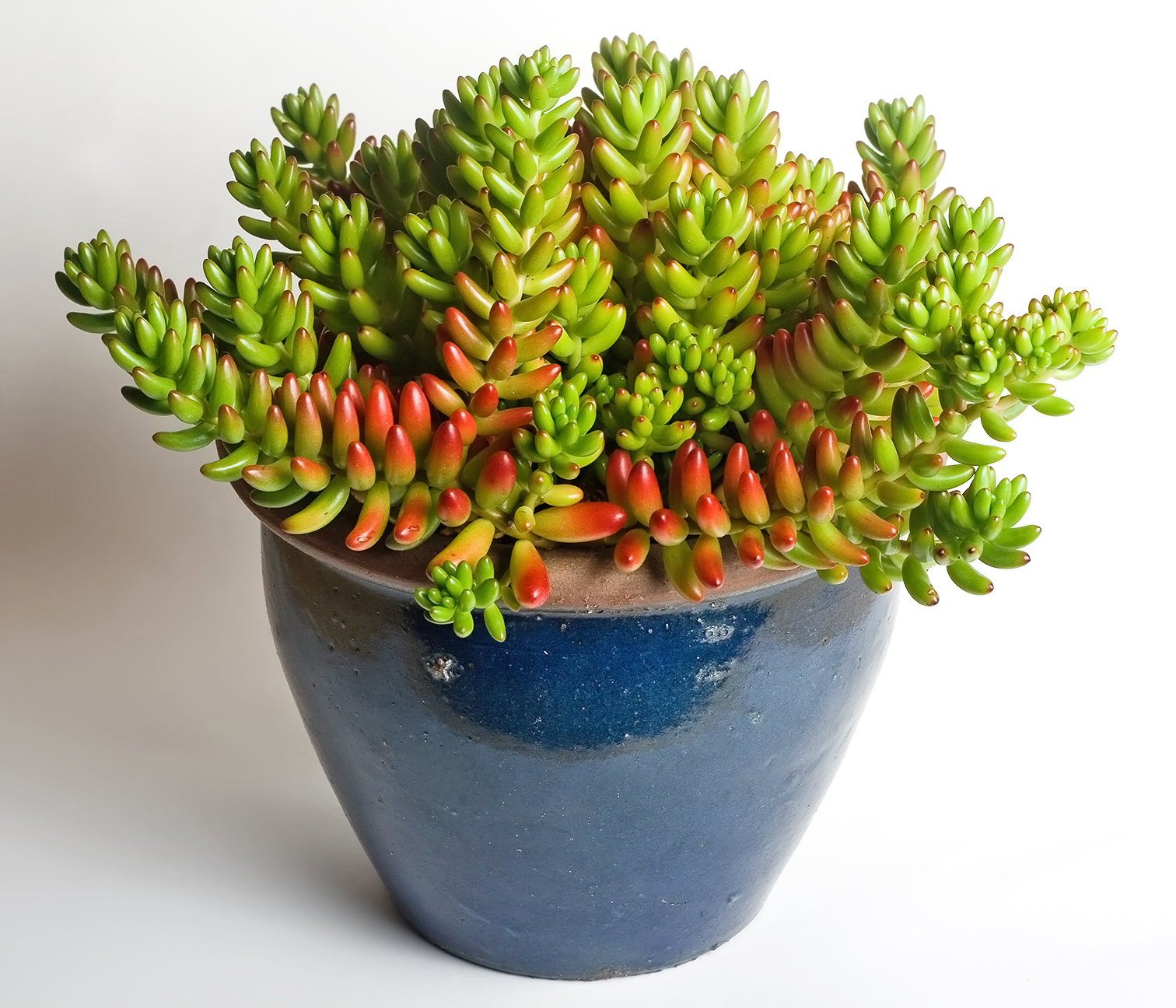
Sedum rubrotinctum és una planta suculenta que sovint es cultiva com planta d'interior

Regar massa poc o regar massa és perjudicial per les plantes d'interior. Es considera que la principal causa de mort de les plantes d'interior és a causa de regar-les massa i la majoria de plantes permeten un cert grau de sequedat en el substrat fins i tot una secada relativa seguida de la humitat adient és un requeriment per la florida d'algunes d'aquestes plantes (imita l'estació seca i estació humida de les zones d'on poden ser originàries).

### Llum

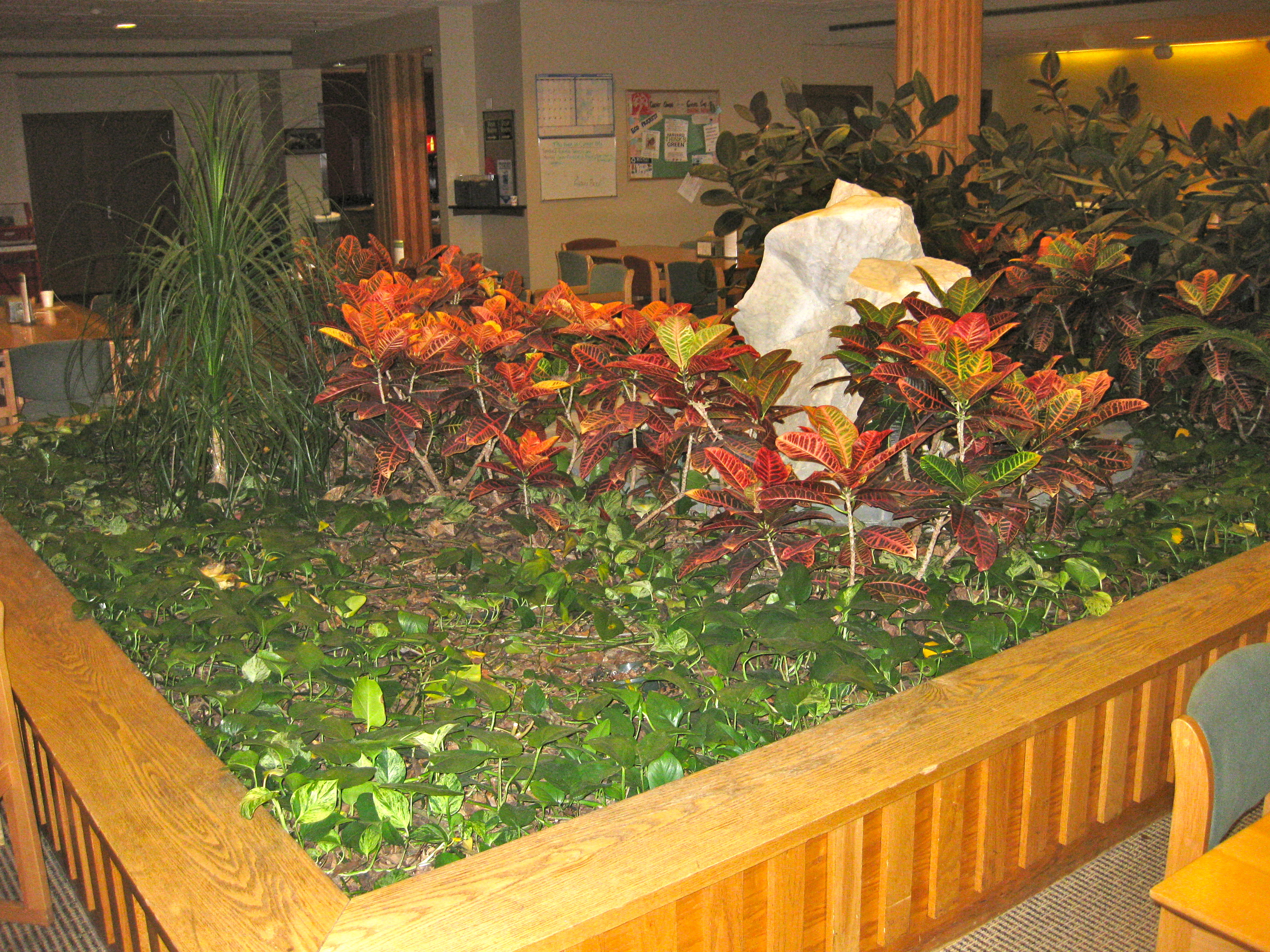
Sala del menjador il·luminat del Currier House la Universitat Harvard

Els dos factors més importants de la llum per a les plantes d'interior són la seva intensitat i la seva durada.
Les diferents plantes requereixen diferents intensitats de llum. Normalment la intensitat lumínica es mesura en unitats de lux. 100 luxs o menys es considera "baixa intensitat" o "indirecta". Una oficina il·luminada té uns 400 luxs. 1.000 luxs o més es considera "alta intensitat". La llum directa en l'exterior es troba en el rang de 32.000-100.000 luxs.
La durada de l'exposició a la llum que es considera ideal per a les plantes és la de 8 a 16 hores. El fotoperíode també s'ha de considerar en algunes plantes com Poinsettia i Schlumbergera.

### Sòl
Les plantes d'interior generalment creixen en sòls especials fets de mescles que proporcionen un bon drenatge i aireació. La majoria d'aquestes mescles poden contenir torba, fibra de coco, vermiculita o perlita.

### Temperatura
La majoria de les espècies tropicals estan adaptades per créixer en un rang de 15 °C a 25 °C,similar al de la temperatura de la majoria de les cases.

### Humitat
Les humitats relatives de les cases acostumen a estar entre el 20 i el 60% però la majoria de les plantes d'interior prefereixen un 80%.

### Fertilitzants
Les plantes confinades en contenidors a la llarga esgoten els nutrients. Es poden aportar els fertilitzants pel sistema de canviar el substrat o afegint nutrients mitjançant adobs sòlids o líquids. Els fertilitzants incorporen tres nombres, per exemple 20–20–20, cada nombre indica el percentatge de nitrogen, fòsfor i potassi respectivament. els tres elements químics són els essencials majoritaris.

## Llista d'algunes plantes d'interior

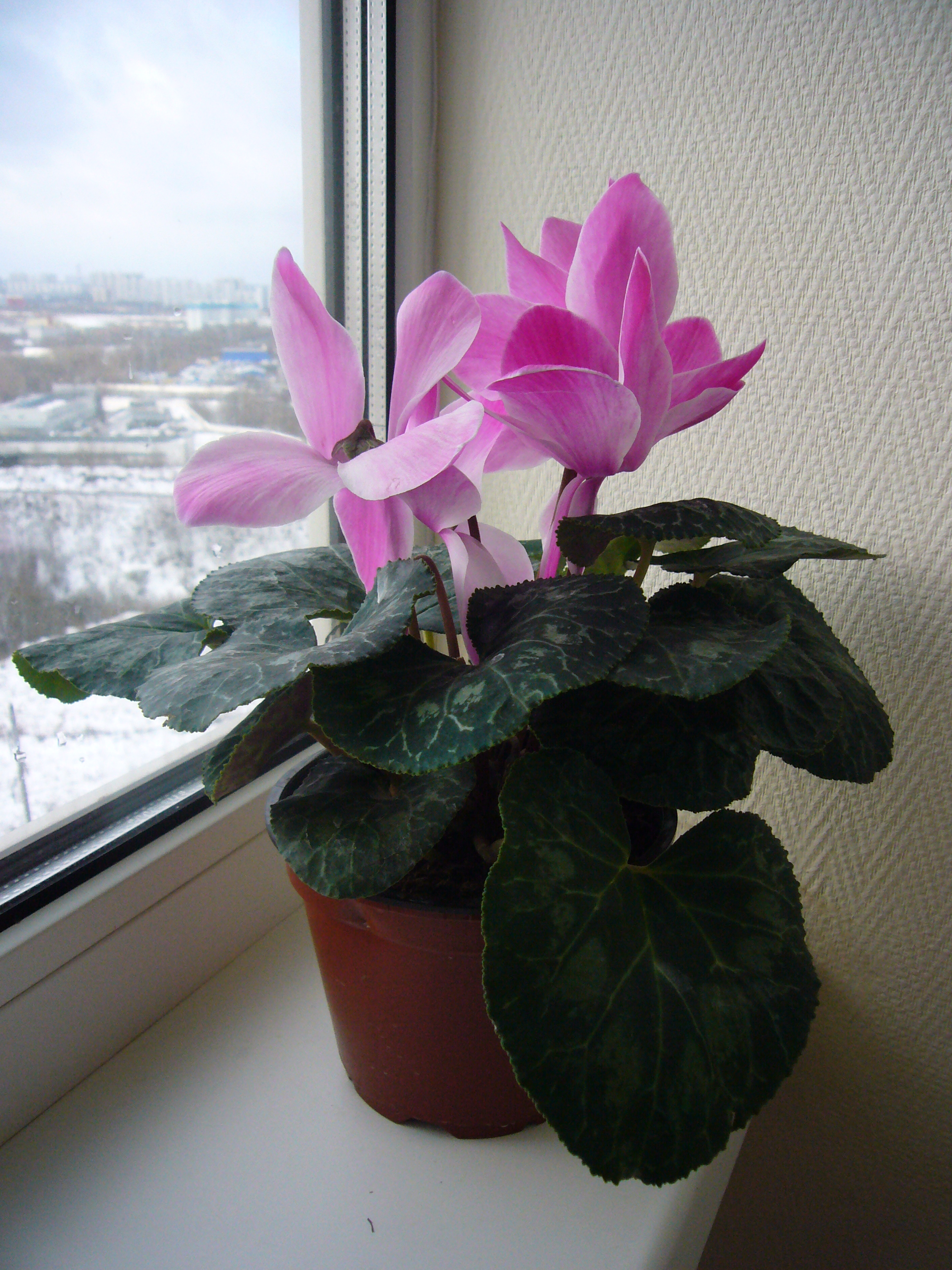
Cyclamen sp.

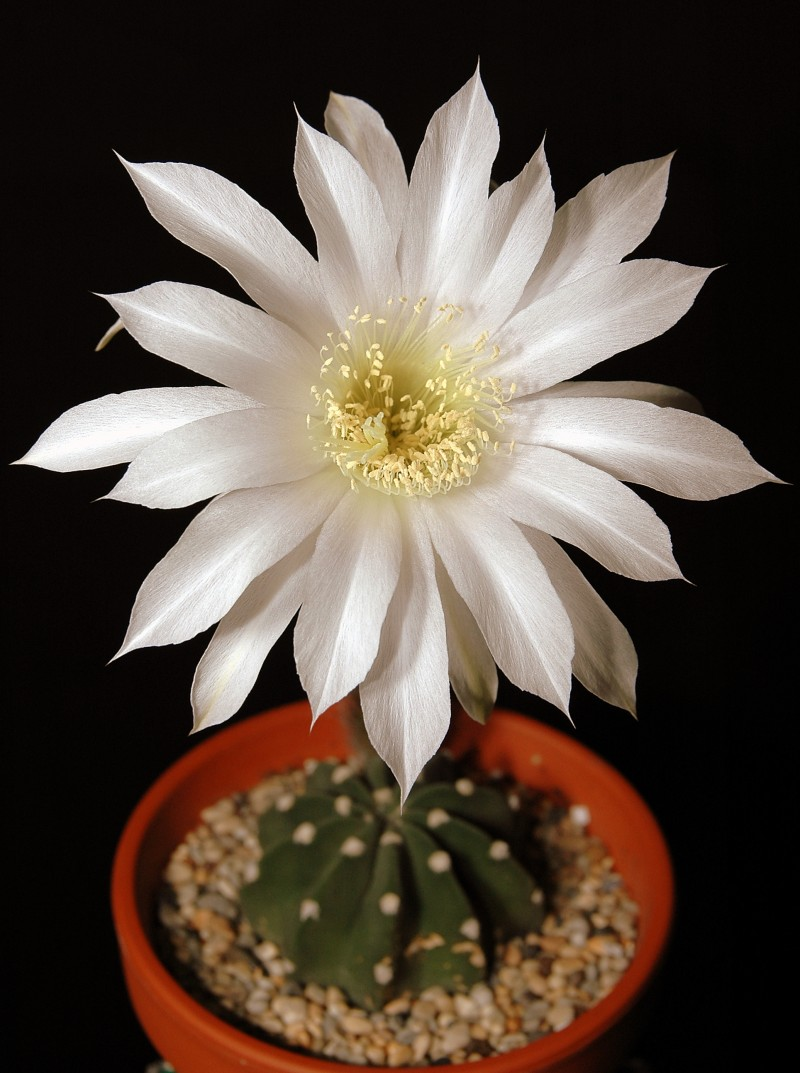
Echinopsis subdenudata

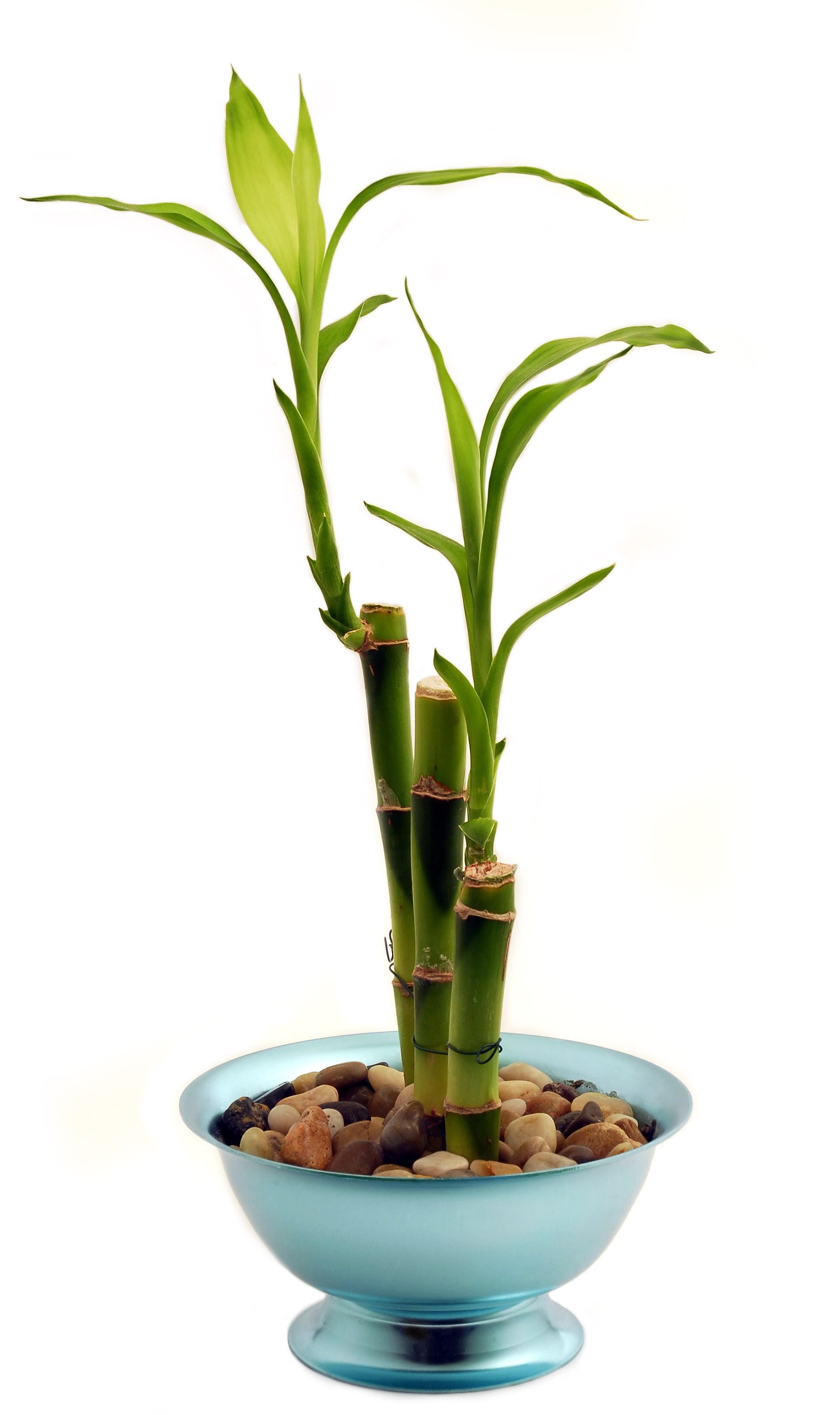
Dracaena sanderiana

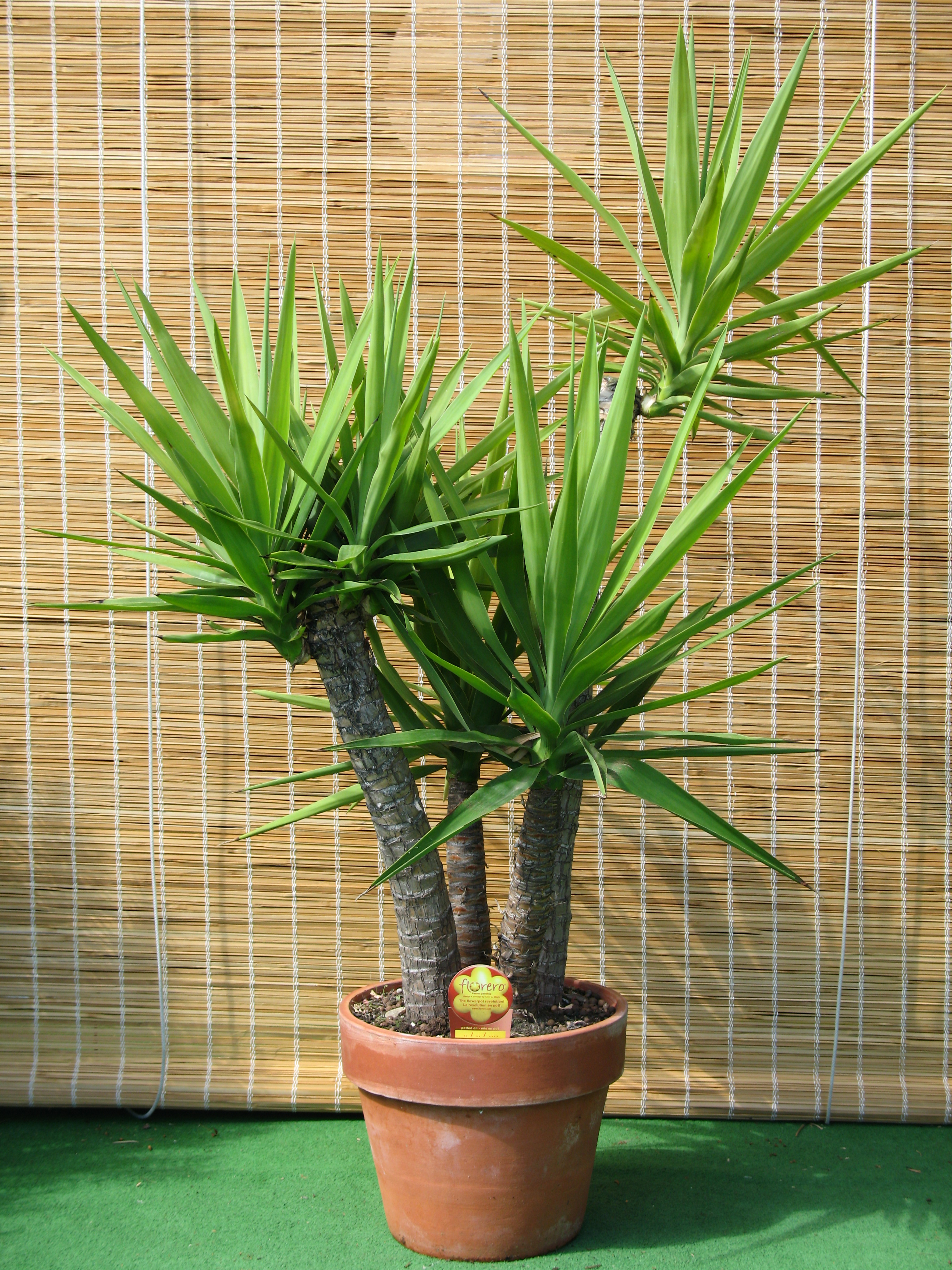
Yucca gloriosa

### Tropicals i subtropicals
- Aglaonema
- Alocasia
- Amaryllis
- Aphelandra squarrosa - afelandra[1]
- Araucaria heterophylla
- Asparagus aethiopicus
- Begonia espècies i cultivars
- Bromeliaceae (Bromeliàcies)
- Chamaedorea elegans
- Chlorophytum comosum (Cintes)
- Citrus, cultivars compactes
- Dracaena
- Dieffenbachia
- Epipremnum aureum (Potos)
- Ficus benjamina
- Ficus elastica
- Hippeastrum
- Mimosa pudica
- Nephrolepis exaltata cv. Bostoniensis
- Orchidaceae (Orquídies)
  - Cattleya híbrids intergenèrics (Brassolaeliocattleya, Sophrolaeliocattleya)
  - Cymbidium
  - Dendrobium
  - Miltoniopsis
  - Oncidium
  - Paphiopedilum
  - Phalaenopsis
- Peperomia, espècies
- Philodendron espècies
- Maranta
- Saintpaulia ionantha (violeta africana)
- Sansevieria trifasciata
- Schefflera arboricola
- Sinningia speciosa (gloxínia)
- Spathiphyllum
- Stephanotis floribunda
- Tradescantia zebrina
- Zamioculcas zamiifolia

### Suculentes
- Àloe vera
- Cactaceae (Cactus)
  - Epiphyllum
  - Mammillaria
  - Opuntia
  - Zygocactus
- Crassula ovata

### Bulbs
- Crocus
- Hyacinthus (Jacint)
- Narcissus

### Temperades
- Hedera helix (Heura)
- Saxifraga stolonifera